# Escadron (Armée de l'air française)
Pour les articles homonymes, voir Escadron.
L'escadron est l’unité opérationnelle de base de l'Armée de l'air française. Ce terme est utilisé pour des unités de nature et de taille très diverses. En effet, il peut désigner aussi bien une formation aérienne importante, commandée par un lieutenant-colonel, (par exemple un escadron de chasse ou de transport) qu’une unité « terrestre » plus petite commandée par un capitaine ou même un lieutenant (par exemple un escadron de protection de base aérienne).
À noter que le grade de chef d'escadron n’existe pas dans l’armée de l’air où un « quatre galons » est un commandant.

## Historique

### Du groupe à l'escadron
L'escadron a remplacé progressivement le groupe dans l’organigramme de l’Armée de l’air après la fin de la Seconde Guerre mondiale.
En effet, jusqu’à cette époque, l’armée de l’air est organisée en escadres, chaque escadre comportant plusieurs groupes. Le groupe, unité tactique de base est en général composé de deux escadrilles.
À partir de 1949, les groupes de chasse sont progressivement rebaptisés escadrons. Ce changement de dénomination est officialisé par une note d’état major du 8 juillet 1949 qui stipule :

« Au fur et à mesure de la transformation des Escadres de Chasse sur avions à réaction, les « Groupes » prendront l’appellation : « Escadron ».
Cette décision a été prise à la suite d'études faites dans le cadre de l'Union Occidentale et ayant pour but d'éviter toute confusion dans la désignation des unités aériennes du même type dans les différents pays de l’Union. Le terme français « Escadron » et le terme « Squadron » dans les langues anglaise, belge et hollandaise, désignent dorénavant la même unité tactique dans les règlements d’emploi de l’Aviation de Chasse des pays intéressés. »

À cette époque, un escadron, tout comme un groupe, est commandé par un commandant (4 galons).
Destiné à l’origine aux seules unités de chasse, le changement d’appellation sera progressivement étendu à l’ensemble de l’Armée de l’air, le terme de groupe disparaissant presque entièrement (il a cependant été conservé par quelques unités comme le Groupe Aérien Mixte 56 Vaucluse, spécialisé dans les opérations spéciales ou le Groupe de ravitaillement en vol 02.091 Bretagne qui porte cette dernière appellation depuis 2004. À noter également que l’Escadron de chasse 2/30 Normandie-Niemen a repris récemment l’appellation traditionnelle de régiment qu’il avait portée pendant la Seconde Guerre mondiale au sein de l’Armée rouge).

### Dissolution puis recréation des escadres
Les escadres ont été dissoutes entre 1993 et 1995 dans le cadre du plan « armées 2000 » qui faisait des escadrons mettant en œuvre des aéronefs des unités autonomes, renforcées (la plupart des escadrons de chasse étant constituées de trois escadrilles) et commandées par un lieutenant-colonel. À l'occasion de cette réforme, une partie des fonctions de soutien auparavant assurées par l’escadre a été transférée soit aux bases aériennes soit à des unités spécialisées (dont certaines sont également des escadrons appelés ESTA - Escadrons de Soutien Technique Aéronautique - les appareils et les mécaniciens étant affectés directement à la base puis mis à disposition des escadrons basés sur place).
Les escadres réapparaissent à partir de l’été 2014 afin de réunir sous un même commandement opérationnel les escadrons « volants » et les escadrons de soutien opérationnel (ESTA).
Commandée par un colonel, les nouvelles escadres restent des formations qui rassemblent des unités et des personnels dédiés à une même mission mais avec une définition élargie, certaines escadres ne mettant pas en œuvre d'aéronefs.
Dans un premier temps, 4 escadres ont été créées en 2014 :
- 31e Escadre aérienne de ravitaillement et de transport stratégiques sur la BA125 Istres (27 août 2014)
- 36e Escadre de commandement et de conduite aéroportée sur la  BA702 Avord (5 septembre 2014)
- Escadre sol-air de défense aérienne - 1er régiment d'artillerie de l'air (ESADA - 1er RAA) sur la  BA702 Avord (3 septembre 2014)
- 3e Escadre de chasse sur la Base aérienne 133 Nancy-Ochey (5 septembre 2014)

Dans un deuxième temps, l'Armée de l'air a annoncé en août 2015 la (re)création de sept escadres supplémentaires :
- 8e Escadre de chasse sur la Base aérienne 120 Cazaux (25 août 2015)
- 4e Escadre de chasse sur la Base aérienne 113 Saint-Dizier-Robinson (26 août 2015)
- 64e Escadre de transport sur la Base aérienne 105 Évreux-Fauville (27 août 2015)
- Escadre aérienne de commandement et de conduite projetable sur la Base aérienne 105 Évreux-Fauville (27 août 2015)
- 61e Escadre de transport sur la Base aérienne 123 Orléans-Bricy (1er septembre 2015)
- 2e Escadre de chasse sur la Base aérienne 116 Luxeuil-Saint Sauveur (3 septembre 2015)
- 30e Escadre de chasse sur la Base aérienne 118 Mont-de-Marsan (3 septembre 2015)

À la même date (août 2015), l'Armée de l'air a annoncé que la numérotation des unités, l’immatriculation des aéronefs affectés et le transfert du patrimoine historique (drapeau, traditions et nom de baptême) seraient mis en conformité avec leurs escadres d’appartenance courant 2016.
Les escadrons ont conservé dans leur désignation la numérotation des anciennes escadres lors de la disparition de celles-ci. Par exemple : l'Escadron de transport 1/64 Béarn (ou plus exactement l'Escadron de transport 01.064 Béarn), appartenait à la 64e escadre de transport, qui a été recréée en août 2015.

## Organisation
Un escadron comporte généralement deux ou trois escadrilles. Les escadrilles reprennent les traditions d’unités prestigieuses dont la plupart — les SPA et autres SAL — remontent à la Première Guerre mondiale.
L'escadrille assure une double fonction administrative et opérationnelle, même si l’essentiel de la gestion des opérations se fait au niveau de l’escadron. Un pilote est affecté à une escadrille mais les appareils, eux, sont en général affectés à l’escadron (leur entretien est réalisé par un escadron de soutien technique aéronautique ou ESTA qui les met à disposition des escadrons pour emploi). Chacun des chefs d'escadrille assure à tour de rôle la planification à court terme des opérations de l'ensemble de l'escadron, sous la responsabilité du chef des opérations de l'escadron, ce dernier se réservant la planification à moyen/long terme (préparation des exercices et déploiements futurs, notamment).
Un escadron de chasse compte une vingtaine de machines, réparties en général en trois escadrilles.
Un escadron de transport peut compter jusqu’à une douzaine de machines en effectif théorique (C-160 Transall) et l’effectif est parfois beaucoup plus faible en fonction du type de machines, des disponibilités et des missions (par exemple, 3 Airbus A310-300 et 2 Airbus A340-200 pour l'escadron de transport 3/60 Esterel).
Les formations outre-mer sont généralement dimensionnées en fonction des contraintes imposées par leurs zones de responsabilité géographique. Par exemple, l'escadron de transport outre-mer (ETOM) 50 basé à La Réunion comprend deux Airbus/CASA Airtech CN-235.
Il existe quelques escadrons « mixtes » dont les escadrilles utilisent des matériels différents (par exemple avions et hélicoptères, notamment dans certains ETOM).
Le nom d’escadron est également utilisé pour une grande variété de formations terrestres dont le commandement est assuré par des officiers allant du grade le lieutenant à celui de lieutenant-colonel.

## Exemples de types de formations (liste non exhaustive)

### Formations aériennes
- Escadron de chasse ;
- Escadron de transport ;
- Escadron de transport outre-mer (ETOM) ;
- Escadron de transport, d'entraînement et de calibration ;
- Escadron d’hélicoptères ;
- Escadron de drones ;
- Escadron de détection et de contrôle aéroporté ;
- Escadron d’instruction en vol.

### Formations terrestres
- Escadron de défense sol–air ;
- Escadron de protection ;
- Escadron de sécurité incendie et de sauvetage ;
- Escadron de soutien technique spécialisé ;
- Escadron de soutien technique aéronautique ;
- Escadron de soutien des matériels d’environnement ;
- Escadron des systèmes d’information et de communications aéronautiques ;
- Escadron de soutien du ravitaillement technique.